# Chrysobothris lilaceous
Chrysobothris lilaceous es una especie de escarabajo del género Chrysobothris, familia Buprestidae. Fue descrita científicamente por Chamberlin en 1925.